# 胃重積
胃重積（いじゅうせき）は、イルカなどの複数の胃をもつ生物において、一つの胃が他の胃に入り込む病気。